# Ewen Bremner
Ewen Bremner (Edimburg, 23 de gener de 1972) és un actor escocès. Entre els seus papers, destaquen el de Julien a Julien Donkey-Boy, Daniel «Spud» Murphy a Trainspotting i la seva seqüela T2 Trainspotting, SPC Shawn Nelson a Black Hawk Down, l'expert tirador Charlie a Wonder Woman i el tinent Red Winkle a Pearl Harbor.

## Filmografia
- 1993: Naked
- 1995: Jutge Dredd
- 1996: Trainspotting
- 1998: The Acid House
- 1999: Julien Donkey-Boy
- 2000: Paranoia
- 2001: Pearl Harbor
- 2001: Snatch
- 2001: Black Hawk Down
- 2003: El tresor de l'Amazones
- 2003: 16 Years of Alcohol
- 2003: Skagerrak
- 2003: The Reckoning
- 2004: La volta al món el 80 dies
- 2004: Alien versus Predator
- 2005: Elizabeth I
- 2005: Match Point
- 2006: The Lost Room
- 2007: Death at a Funeral
- 2008: Com bojos... a buscar l'or
- 2008: Faintheart
- 2008: My Name Is Earl (Capítol 4x12)
- 2009: The Day of the Triffids
- 2010: Coneixeràs l'home dels teus somnis
- 2010: Strike Back (Capítols 1x05–1x06)
- 2011: Perfect Sense
- 2011: Page Eight
- 2012: Great Expectations
- 2013: Jack, el matagegants
- 2013: Trencaneu
- 2014: Turks & Caicos
- 2014: Salting the Battlefield
- 2014: Get Santa
- 2017: T2 Trainspotting[4][5]
- 2017: Wonder Woman
- 2017: Renegades